# Abdellatif Hannachi
Pour les articles homonymes, voir Hannachi.
Abdellatif Hannachi (arabe : عبد اللطيف الحناشي), né en 1954 à Gabès, est un auteur, historien et universitaire tunisien.
Il obtient son doctorat à l'université de Tunis. Il est nommé en 2009 professeur d'histoire à la faculté des lettres, des arts et des humanités de l'université de La Manouba.

## Œuvres
- Surveiller et punir sous le protectorat français en Tunisie : l'éloignement politique comme paradigme, 1881-1955[4] ;
- « Prison et conditions d'hygiène des prisonniers tunisiens durant la période 1920-1929 », Rawafid, n°13, 2008[5].